# ジルコニアアバットメント
ジルコニアアバットメント(Zirconia Abutment)とは、歯科のデンタルインプラント治療に用いるジルコニア製のアバットメント（en,土台部分の一部）のこと。日本国内では2005年に薬事法の認可がおり、臨床応用が始まっている。インプラントシステムの一部であり、健康保険が適用されない自由診療である。

## 概要
前歯部は歯が無くなると、唇側側より歯槽骨の吸収が生じる。そのためデンタルインプラントを本来歯があった場所に植立しようとすると、金属製のアバットメントが露出しやすく審美障害の原因となっていた。その対策として金属と同等の強度を有するとともに高い靭性があり、かつ白色で審美性の高いジルコニアが症例により用いられるようになった。

## 課題と展望
金属材料と比較し高い曲げ強さを示す一方で破壊靭性値では極端におとるため、他の合併症と比較し頻度は低いものの、アバットメントやアバットメントスクリューの破折が報告されている。チタン製のインプラント体に対してアバットメントスクリューを介在して固定機能させた際、スクリューの緩み、インプラント体-アバットメント間のギャップ増大などのケースが報告されている。また超硬質のジルコニアに対し軟質なチタンは磨耗をおこし、その磨耗粉の為害性も指摘されている。この磨耗粉の問題を完全に解消するには純チタン、チタン合金から完全に脱却して、インプラントの系に関わるすべての系にジルコニアを使用することが推奨される。